# Andrei Wassiljewitsch Kwassow
Andrei Wassiljewitsch Kwassow (russisch Андрей Васильевич Квасов; * 1718; † 1772) war ein russischer Architekt des russischen Barock.

## Leben
Kwassow wurde 1734 Schüler des Architekten Michail Grigorjewitsch Semzow in der Moskauer Kanzlei für den Bau des Lefortowo-Palastes und des Annenhofs für die Kaiserin Anna. Unter Elisabeth arbeitete Kwassow ab 1743 nun als ausgelernter Architekt mit Sawwa Iwanowitsch Tschewakinski und Bartolomeo Francesco Rastrelli am Bau des Katharinenpalasts in Zarskoje Selo.
Für Alexei Grigorjewitsch Rasumowski baute Kwassow Paläste in Koselez, Gostilizy und Snamenka. 1748 ging Kwassow in die Ukraine und plante und baute für Kirill Grigorjewitsch Rasumowski die neue Hetmanat-Hauptstadt Hluchiw. In Baturyn errichtete er den Rasumowski-Palast, den Charles Cameron 1799–1803 im Stil des Palladianismus vollständig umbaute. 1752–1763 baute Kwassow mit Iwan Hryhorowytsch-Barskyj im Auftrage der Mutter der Rasumowski-Brüder in Koselez die Kathedrale der Geburt der Jungfrau.
In Moskau auf der Sennaja Ploschtschad baute Kwassow mit Beteiligung Bartolomeo Francesco Rastrellis auf Kosten des Großunternehmers Sawwa Jakowlewitsch Jakowlew 1753–1765 die Erlöser-Kirche (Mariä-Himmelfahrt-Kirche) mit separatem Glockenturm, die in den 1930er Jahren abgerissen wurde. 1770 wurde Kwassow zum Kleinrussland-Architekten ernannt.
Kwassows jüngerer Bruder Alexei Wassiljewitsch Kwassow war Stadtplaner und Architekt des Klassizismus.

## Werke

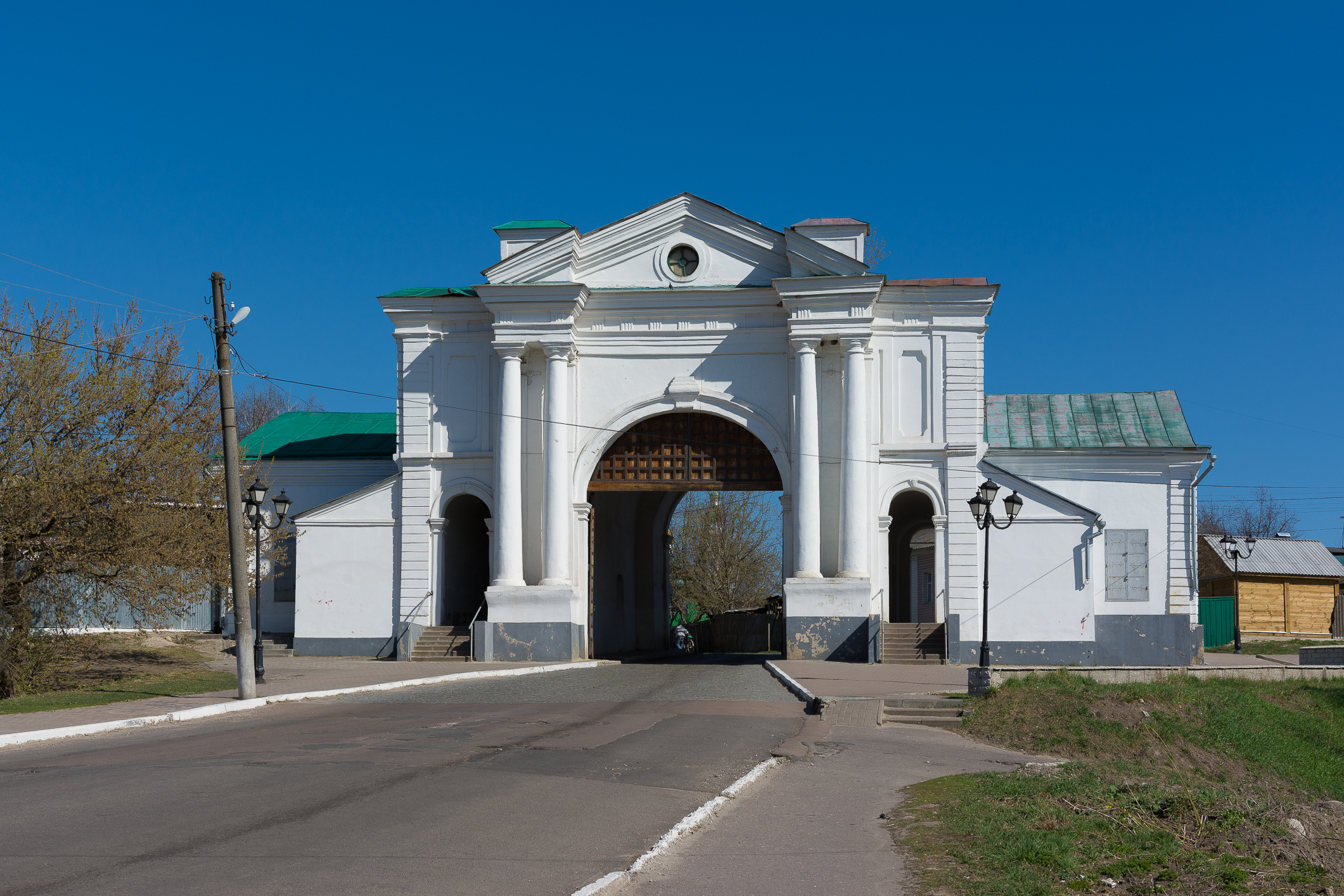
Kiewer Tor,  Hluchiw
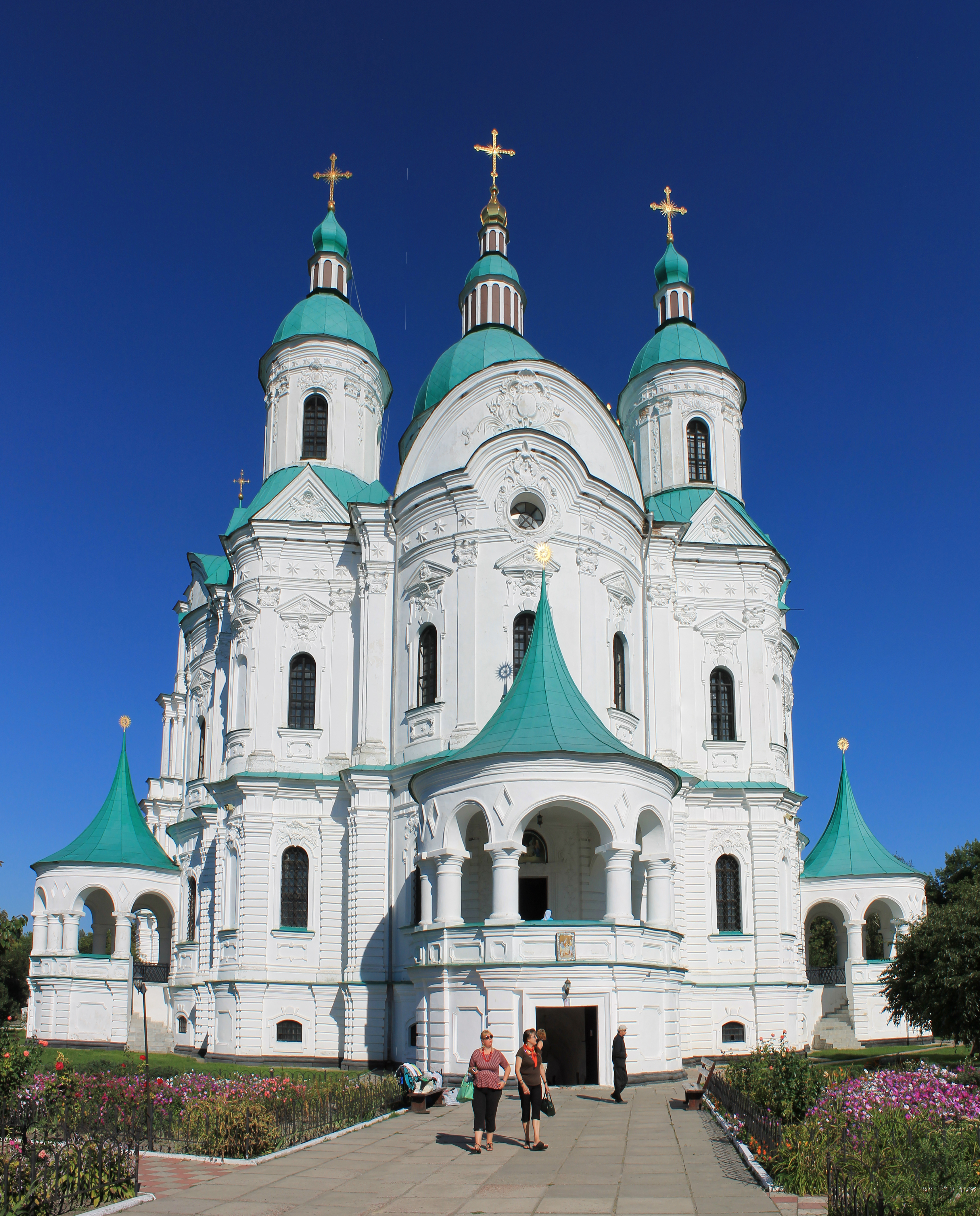
Kathedrale der Geburt der Jungfrau, Koselez
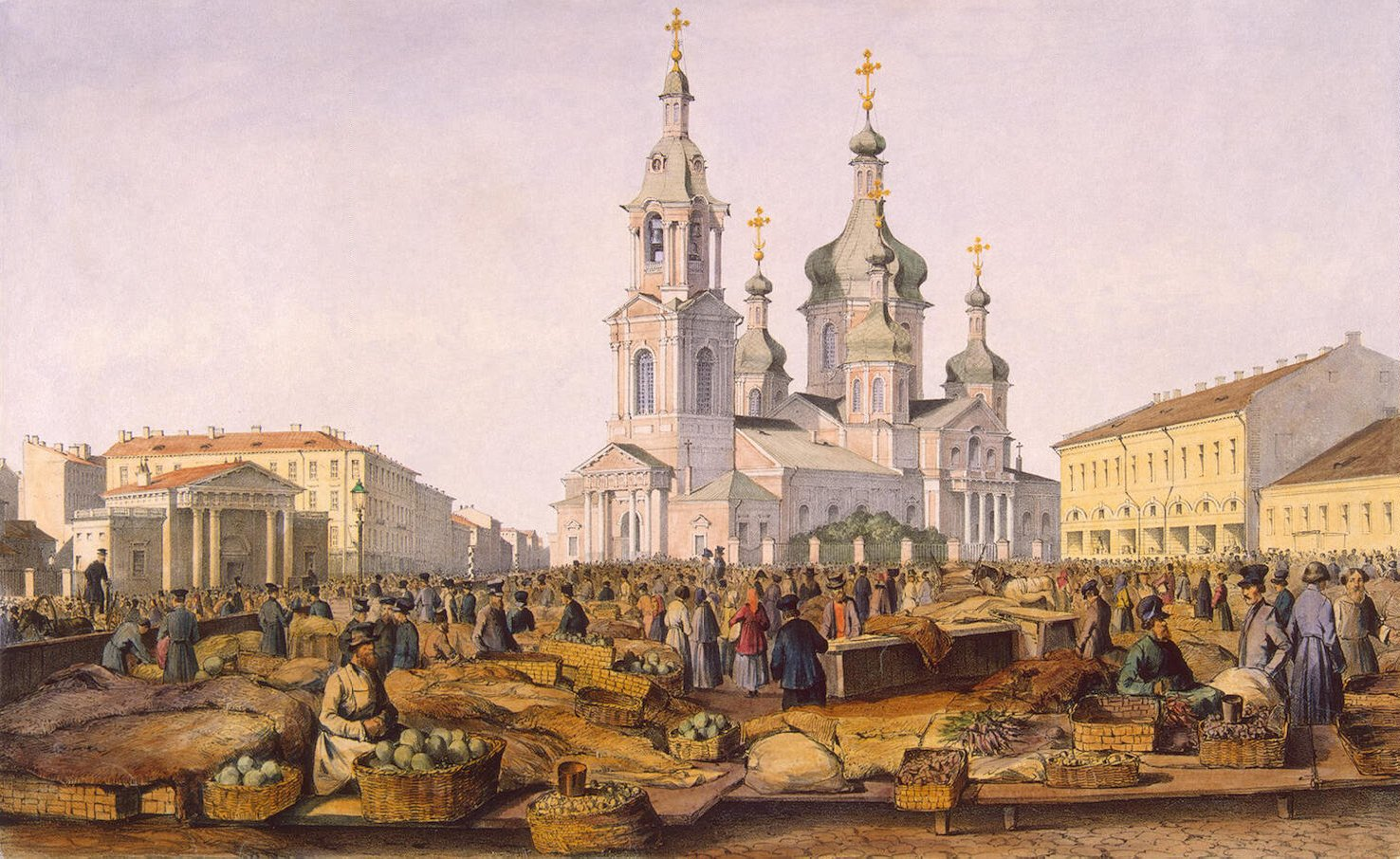
Erlöserkirche auf der Sennaja Ploschtschad, St. Petersburg (Ferdinand Perrot, 1841)